# آگنی ایر
آگنی ایر (به انگلیسی: Agni Air) یک شرکت هواپیمایی با کد یاتا AG است که در ۲۰۰۶ میلادی تأسیس شده‌است. دفتر مرکزی آگنی ایر در کاتماندو، نپال واقع شده‌است و قطب این شرکت هواپیمایی در فرودگاه بین‌المللی تریبهوان قرار دارد و به ۸ مقصد، پرواز انجام می‌دهد.